# ماوگوژاتا دووژوسکا
ماوگوژاتا دووژوسکا (انگلیسی: Małgorzata Dłużewska؛ زادهٔ ۱۱ مارس ۱۹۵۱) قایقران روئینگ اهل لهستان است.